# 소쿠리 (웹사이트)
소쿠리(SOCURY, 2010년 9월 1일 ~ )는 티켓몬스터, 데일리픽, 쿠팡, 헬로디씨 등과 같은 소셜 커머스 쿠폰 정보를 한 데 모아 제공하고 개인간 쿠폰 거래 플랫폼을 제공하는 대한민국의 인터넷 웹사이트이다. 사이트명은 소셜 쿠폰 리스팅 & 리뷰 & 리셀을 줄여서 만들어졌다. 대한민국 최초 사용자의 위치와 선호에 따라 맞춤형 리스트를 제공한다.